# Teatr Bez Vat
Teatr Bez Vat – teatr nurtu alternatywnego działającego w latach 2006–2015, w Poznaniu. Grupę założyła Marta Rutkowska podczas swoich warsztatów w Teatrze Ósmego Dnia. Od 2008 roku teatr związał się z Collegium da Vinci i przez kolejne lata na deskach auli Artis realizowano wszystkie twórcze przedsięwzięcia.
Na przestrzeni 9 lat zespół stworzył kilkanaście spektakli salowych i ulicznych, które były prezentowane na festiwalach teatralnych w wielu polskich miastach, m.in. na Międzynarodowym Festiwalu Teatrów Ulicznych Ulica w Krakowie, w 2009 roku.
Oprócz form spektaklowych "Teatr BEZ VAT" tworzył także liczne happeningi, w tym słynną akcję protestacyjną – „Rząd pije kawę, nie czyta Kafki” stanowiącą odpowiedź na ówczesną reformę Ministerstwa Edukacji Narodowej polegającą na skreśleniu ze spisu lektur ważnych dzieł klasyków.
Ostatni swój spektakl pt.”Spektakl non-profit” Teatr BEZ VAT zagrał gościnnie na deskach Sceny Roboczej poznańskiego Teatru Strefa Ciszy.